# João da Mata de Oliveira Roma
João da Mata de Oliveira Roma, conhecido por Mata Roma ou por Oliveira Roma (Chapadinha, 24 de fevereiro de 1894 — Caxias, 27 de outubro de 1944), foi um jurista, professor e poeta brasileiro.
Conhecido como Professor Mata Roma, bacharel em Direito pela faculdade de Direito do Maranhão, da qual mais tarde foi professor de Direito Civil.

## Formação
Mata Roma começou seus estudos em Chapadinha. Em seguida, mudou-se para o município de Brejo, onde terminou o curso primário. Foi para Teresina - PI, onde concluiu o ginásio e o científico. Após superar diversas dificuldades em sua vida, e trabalhar como vaqueiro em sua terra natal e, mais tarde, comerciante, foi para São Luís, onde prestou vestibular, ingressando na Faculdade de Direito do Maranhão, formando-se Bacharel em Direito em dezembro de 1925.

## Vida profissional
Jurista e professor catedrático de Direito Judiciário Civil da antiga Faculdade de Direito do Maranhão.

## Vida literária
A poesia foi-lhe constante na vida e publicou diversos volumes de poemas, destacando-se os “Versos de Enor”. 
Na Academia Maranhense de Letras fundou a Cadeira nº 25, cujo patrono é o jurisconsulto Manuel Álvaro de Sousa Sá Viana.